# 國立暨南國際大學附屬高級中學
國立暨南國際大學附屬高級中學（英語：The Affiliated Senior High School of National Chi-Nan University，CNASH），簡稱暨大附中，前身為國立埔里高級中學（簡稱埔高、埔里高中），是一所位於台灣南投縣埔里鎮的國立綜合高中，校區位於愛蘭台地東側的「崎頂」上並緊鄰愛蘭國小，是一間具有高中部與技職部的三年制社區高中，設有綜合高中部、商科高職部與夜間進修部。
暨大附中原先為1958年成立於埔里中學的高中部，1968年因應「九年國民義務教育」與「省辦高中，縣市辦初中」獨立成為埔里高級中學並將校舍遷至愛蘭台地，2001年改制成為國立暨南國際大學的附屬中學。
現校區位於新石器時代大馬璘遺址上，曾在過去三十年間因為地震重建、校舍工程等引發有關地底遺址與文物的保護與破壞的討論。

## 沿革

### 埔里中學與前身
暨大附中最早的前身可以追遡至日治時期1943年成立的「街庄組合埔里家政女學校」，後來更名為「埔里農業實踐女學校」，1944年學校改制為「臺灣公立埔里女子農業實踐學校」，1945年國民政府來台後，12月6日由台中州接管委員會接收改稱為「臺中縣立埔里女子家政學校」。1946年，因臺灣學制重新制定，日治時期附屬於國民學校之高等科或青年學校遭廢除，使國民學校畢業升學機會大減，同年2月，省教育局頒布「縣市立中等學校設置辦法」，而臺中縣政府選定在南投、玉山、能高與竹山等地籌設初中，同年3月埔里仕紳羅萬俥與許秋等人不忍看到欲升學之畢業生要舟車勞頓前往外地念書，於是聯名爭取在埔里地區籌設中等學校，同年4月22日，臺中縣政府核定以臺中縣立埔里女子家政學校的校舍、地為基礎改制為「臺中縣立埔里初級中學」，後因1950年8月，臺灣省政府頒布「臺灣省各縣市行政區域調整實施方案」，南投地區自臺中縣獨立，「臺中縣立埔里初級中學」也隨之改隸為「南投縣立埔里初級中學」，1958年8月1日，埔里初中增設高中部，更名為「南投縣立埔里中學」，升格成為完全中學。

### 埔里高中
1967年，政府實施「九年國民義務教育」與「省辦高中，縣市辦初中」，在省議會建議與地方人士要求下，省政府於同年6月撥用埔里酒廠於愛蘭臺地上之省有儲酒倉庫土地約六甲為校地，埔里中學高中部於1968年自埔里中學獨立劃為省辦，成立「省立埔里高級中學」，由原直屬南投縣政府教育局變為直屬臺灣省政府教育廳，而原埔里中學初中部則留於原校舍上課，即今縣立埔里國民中學，同年4月19日，第一期校舍工程動工，由省立南投高中籌辦，7月，省府發表由鍾業強擔任首任校長，並制定校歌與校訓，8月1日埔里高中正式設校，並將埔里中學高中部高二與高三共4班撥歸埔里高中接辦，並招收高一新生4班，9月，因校舍尚未完工，於愛蘭國小舉辦開學典禮與上課，10月，校舍工程竣工，全校移入新校舍上課。在之前，埔里高中皆為純高中部，在1971年8月，為因應工商社會來臨之轉變，設置附設職業類商科，隔年8月，學校成立「埔里高級中學附設補校」並試辦綜合商業科補校，隔年1973年8月，補校正式成立。1978年8月，高職部增設會計統計科。1987年8月，補校設立會計事務科與商業經營科的自給自足班。

### 九二一大地震
1999年9月21日，九二一大地震後校舍受損嚴重，在震災發生時，仍有278位住宿生位於校園中，震災發生後，全部住宿生集合到廣場點名後均無恙，學校出借操場予埔里基督教醫院作為直升機停機場運送傷患，活動中心成為賑災物品的集中發放處，而學校的「水精靈童軍團」、「交通服務隊」與師長則在震災發生後投入災區救災、協助運送、照顧傷患等，並在2000年8月30日獲選1999年全國好人好事代表，震災後集中於未受損的校舍上課，無額外搭建簡易教室。2000年5月17日，展開第一期校舍重建工程。

### 改隸暨大後至今
暨南國際大學於1995年7月1日於埔里正式設校，為使大學與地方有緊密合作與提升埔里教育環境，在1998年12月19日，時任立委蔡煌瑯於埔里鎮寶飯店召開了名為「打造南投縣第一所國立高中的省立埔里高中改制」的公聽會，並邀請暨大埔高兩校教職員與社會各界人士參與，同月隨即成立「促進埔里高中改制暨大附中委員會」，以時任立委蔡煌瑯擔任促進會主任委員，並聘請時任埔里高中校長郭孚宏出任促進會執行秘書。
隔年1999年1月28日，改制委員會招開首次委員會，多數出席者均持贊同意見，然而非所有人皆認同改制，如與會的時任鎮民代表兼家長代表江萬昌則認為改制可能會提高升學門檻與關閉補校，讓地方學子無就學機會，應保留埔里高中，由暨大校方另外成立暨大附中，並揚言組織反促進會抵制，而主持會議的主任委員蔡煌瑯則認為另外成立暨大附中，因校地難覓與經費問題等不可行，此次委員會因無法達成共識而宣布流會，而在改制案因無法達成共識停擺後，埔里高中家長會於同年2月22日開會討論有關改制事宜，與會的家長代表江萬昌仍反對改制，最後由所有出席的三十七位代表進行投票，表決結果仍是只有江萬昌一人反對，而家長會也將此次決議作為家長意見送至教育廳、部與暨大參考。
2000年2月1日，因臺灣省政府功能業務與組織調整（即精省），全國省立高中職劃為國立，「省立埔里高級中學」改制為「國立埔里高級中學」，同年8月1日，學校轉型試辦綜合高中，同年12月，時任暨南國際大學校長張進福上任後與時任埔里高中校長郭孚宏成立「推動埔里高中改隸暨大附中工作小組」，並於2001年5月8日於暨大招開公聽會並完成「暨南國際大學附屬高級中學設校計畫書」送至教育部，同年6月8日，臨時校務會議通過學校將改隸國立暨南國際大學，同年7月27日，教育部函復原則同意，同年12月13日，埔里高中正式改隸為國立暨南國際大學，校名更為「國立暨南國際大學附屬高級中學」並於當日上午舉辦改制揭牌典禮暨運動會，並制定新校徽，暨大也續聘時任埔里高中校長張永福成為暨大附中校長，而「埔里高級中學附設補校」也更名為「國立暨南國際大學附屬高級中學進修學校」，2004年12月12日，校舍重建落成，並於當日舉辦校慶運動會，2005年7月，時任校長張永福任期屆滿，暨大有意續聘且張永福有意續任，但教育部來函表示張永福不符合《高級中學法》的「大學附中校長職缺應由大學本校副教授以上老師參與遴選」，因此校長職務遭拔除，成為代理校長，在2016年8月1日進修學校轉型成為進修部。

## 教學與活動

### 班別與科別
暨大附中設有綜合高中部、高職部與夜間進修部，在單一年級中，綜合高中部設有普通班、數理實驗班與語文實驗班三種班別共六班，高職部設有國際貿易科、商業經營科、資料處理科與電子商務科四科，而其均為商管群，附設夜間進修部設有商業經營科與資料處理科兩種科別。

### 學校活動
學校自2016年始，每年皆會由音樂科老師與學務處舉辦「附中好聲音」的歌唱比賽，每年的春季也會擇一日舉辦全校師生健走至暨南國際大學的活動，自學校側門經醒靈寺後過愛蘭橋，沿台14線中潭公路徒步健走到暨南大學。

### 校際交流
在2021年，暨大附中與隸屬學校暨南國際大學和其他高中如：中興高中、虎尾高中與興大附中等11所其他高中組成「櫻花聯盟」，輔導高中學生適應108課綱與111年考招新制，除與臺灣本地學校交流外，暨大附中也在近年與日本高中有許多交流，如静岡北高校與大阪城東工科高校等。

## 校園環境

### 校舍歷史
暨大附中原先為南投縣立埔里中學，昔校址位於今埔里國中，而因六零年代「省辦高中，縣市辦初中」與「九年國民義務教育」自埔里中學之高中部獨立，省政府撥用埔里酒廠於愛蘭臺地上省有約六甲的土地做為省立埔里高級中學校地，其土地在撥用作為埔里高中校地之前，部分為儲酒倉庫，另一部分為旱田與果園，撥用地原為東高西低的緩坡，在建校時被整理為階梯狀的平台。而因1999年9月21日之九二一震災，校園嚴重毀損，校舍重建由內政部營建署辦理，男生宿舍、莊敬樓、誠勤樓與自強樓等震毀後拆除，2000年5月17日開始第一期校舍重建工程，工程為拆除莊敬樓與誠勤樓，重建為樂群樓、誠正樓與藝文中心，2002年12月13日完工、2003年6月開始第二期校舍重建工程，工程為拆除自強樓重建為勤學樓，於2004年12月12日落成，曾經一度因保護校區下方的大馬璘遺址，暫停重建並進行探勘，2006年6月7日，天文台落成啟用，為南投縣內首座中小學天文台，2014年，配合經濟部能源局之「陽光屋頂百萬座」計畫，校務會議通過將校內多棟大樓公開招租興建約500坪的太陽能板並於2015年完工，2015年，學校拆除工藝教室和女教職員宿舍欲興建圖資大樓，2018年，新建圖資大樓啟用落成。2023年6月2日，學校操場PU跑道落成啟用。

### 校舍
學校坐落於愛蘭台地的「崎頂」上，於崎下上坡後即可見到校門，校地面積佔地55,262平方公尺，校舍面積42,698平方公尺，地勢東高西低，高差約6公尺，略南高北低，高差約2公尺，可分為三階，共有多棟校舍建築，如：學生活動中心、體訓室、藝文中心、男生、女生宿舍與圖資大樓等，主要教學樓分別為：敬業樓、誠正樓、勤學樓、樂群樓、展望樓與求真樓等。

#### 圖書教學資源大樓

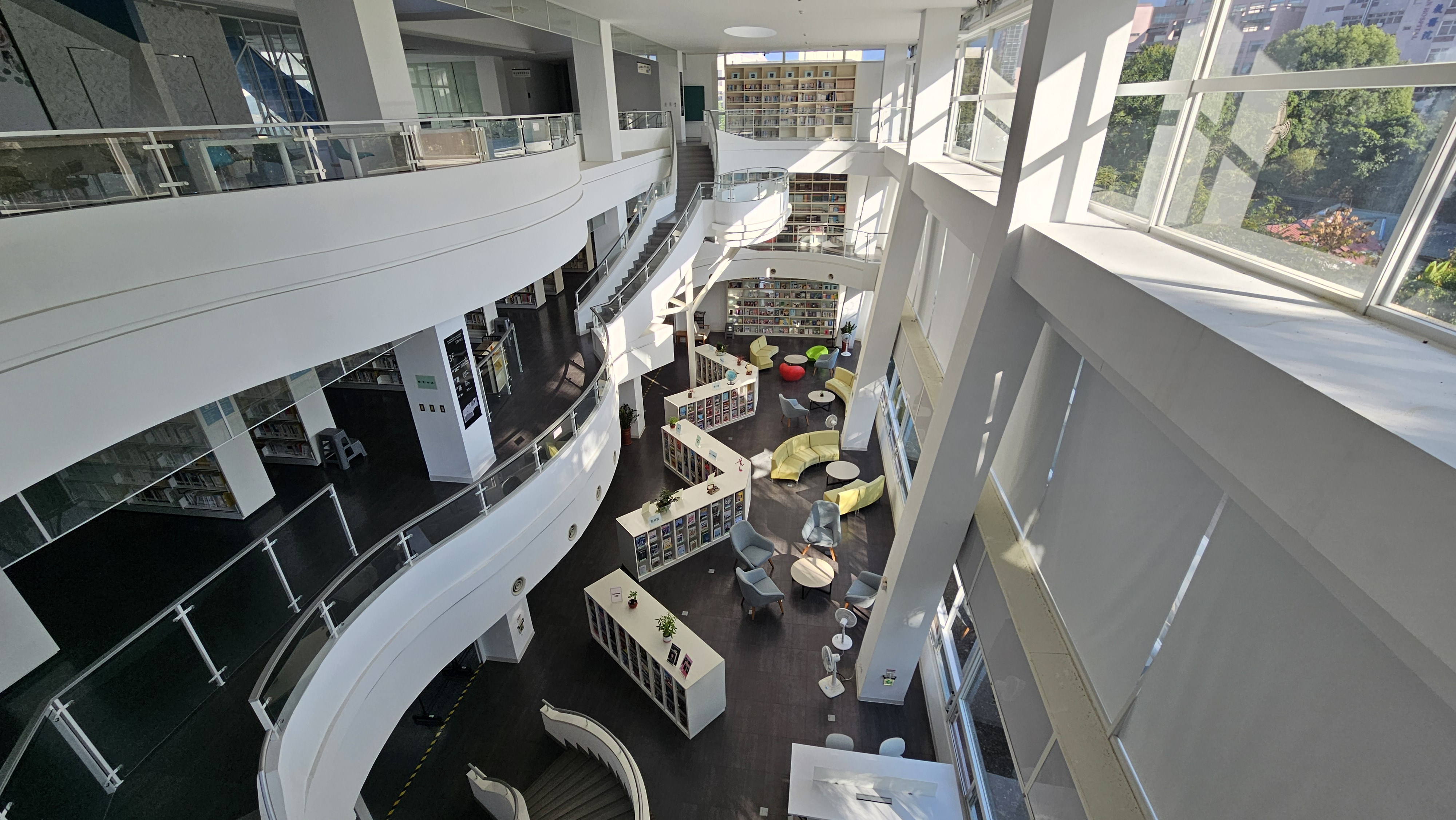
圖資大樓內部

圖書教學資源大樓，簡稱圖資大樓，於2018年6月29日落成啟用，由建築師陳勝彥設計，因舊有圖書館為教室改建，館藏圖書容納已到極限，地板無法負荷藏書重量，故在2010年申請教育部經費新建新圖資大樓，並在2015年拆除工藝教室和女教職員宿舍做為新建圖資大樓的土地，曾在動工時曾因地下遺址保護引發爭議。圖資大樓共有四層樓，建物總面積958坪，建築採挑高設計，並以白色梁柱與透明玻璃牆面設計為主視覺，內部設有沙發閱讀區、電子資料檢索區、多間小組討論研究室大型多功能自修室等空間，可容納約10萬冊的圖書。

### 校園藝術景觀

#### 生生不息

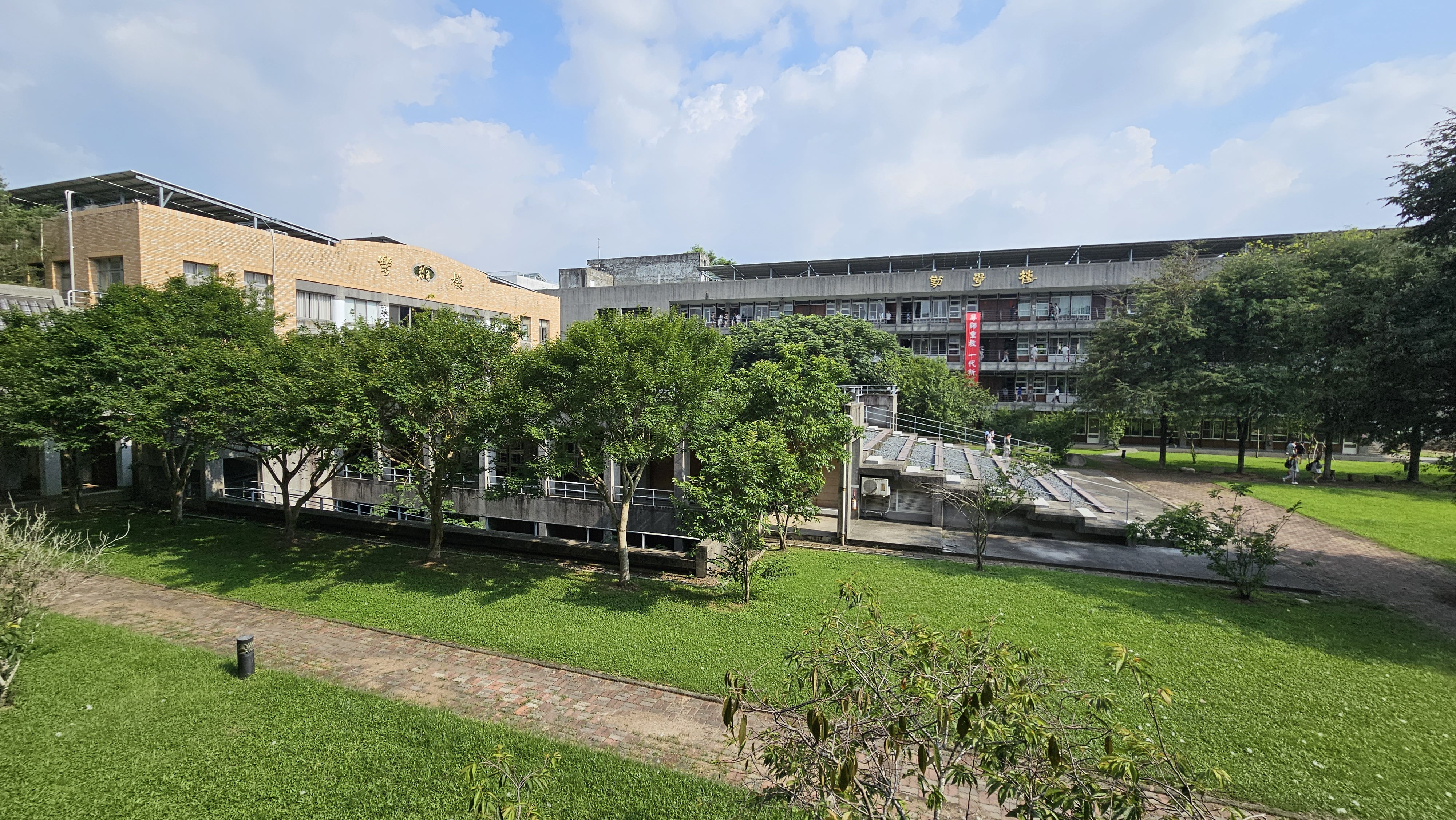
暨大附中中庭

由時任家長會長陳石年為慶祝埔里高中改制為暨大附中所創作並捐贈，材質主要為青銅，外觀為豆芽成熟造型，象徵學校九二一地震後再生，於2001年8月1日郭孚宏與張永福兩任校長交接舉行「感恩歡送茶會」時揭幕。

#### 高山景行Excellency
由藝術家陳培澤與林芳仕所設計，於2006年學校重建後完工並揭幕，位在校園中庭。因學校位於大馬璘遺址上方，使用花崗石、鋼鐵與琉璃作為材料，以琉璃包覆鋼鐵形成高山型態，並運用琉璃多種色調表現大馬璘文化遺址的多種文化層，紀念先民墾荒拓植，旁有一花崗石人形，代表文人。

#### 愁予石
學校在2019年為慶祝校慶60週年，學校國文科教師在當年5月31日邀請詩人鄭愁予至學校，並將其詩句手稿刻在石頭上，置放在校園內作為藝術景觀。

### 校舍照片

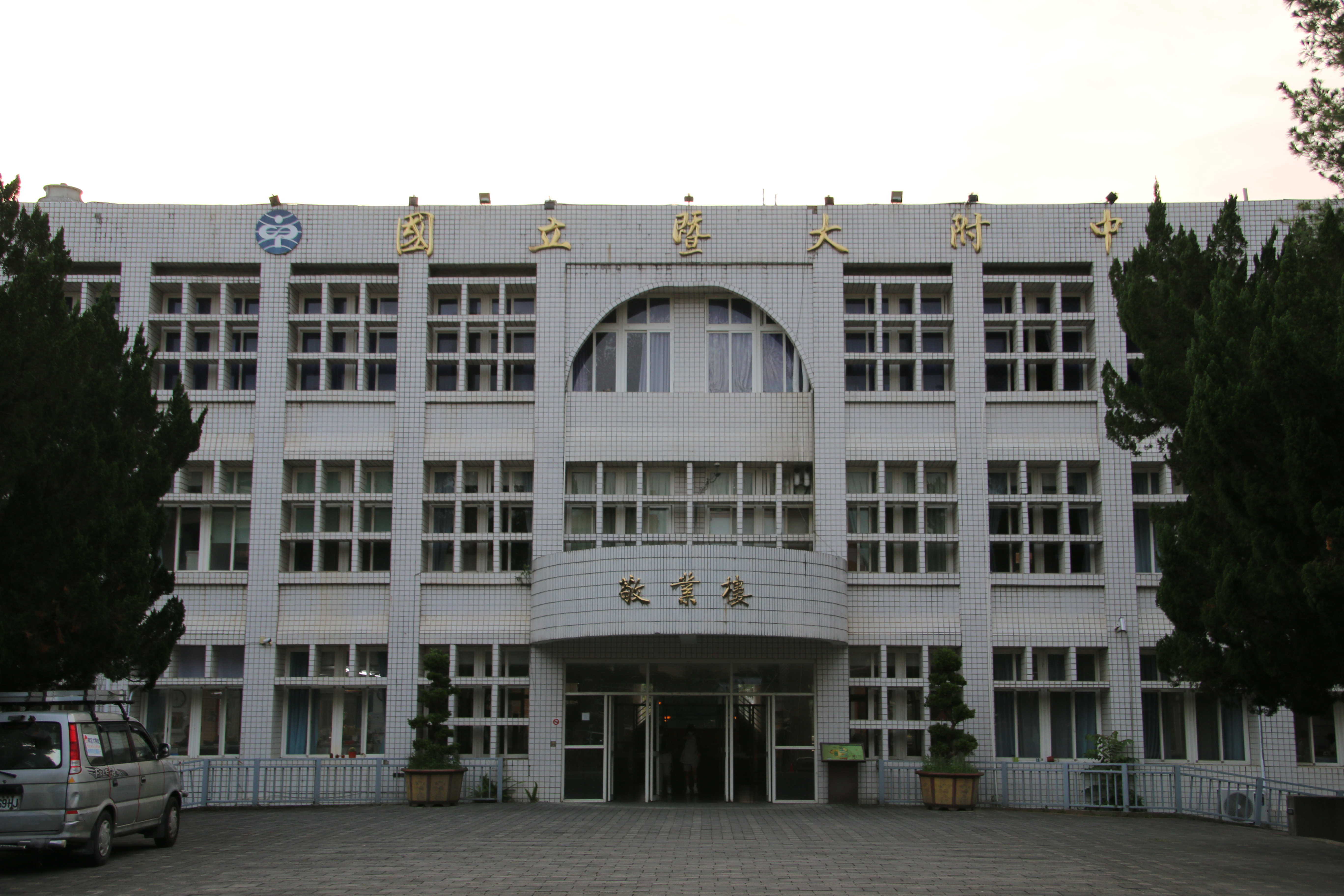
敬業樓
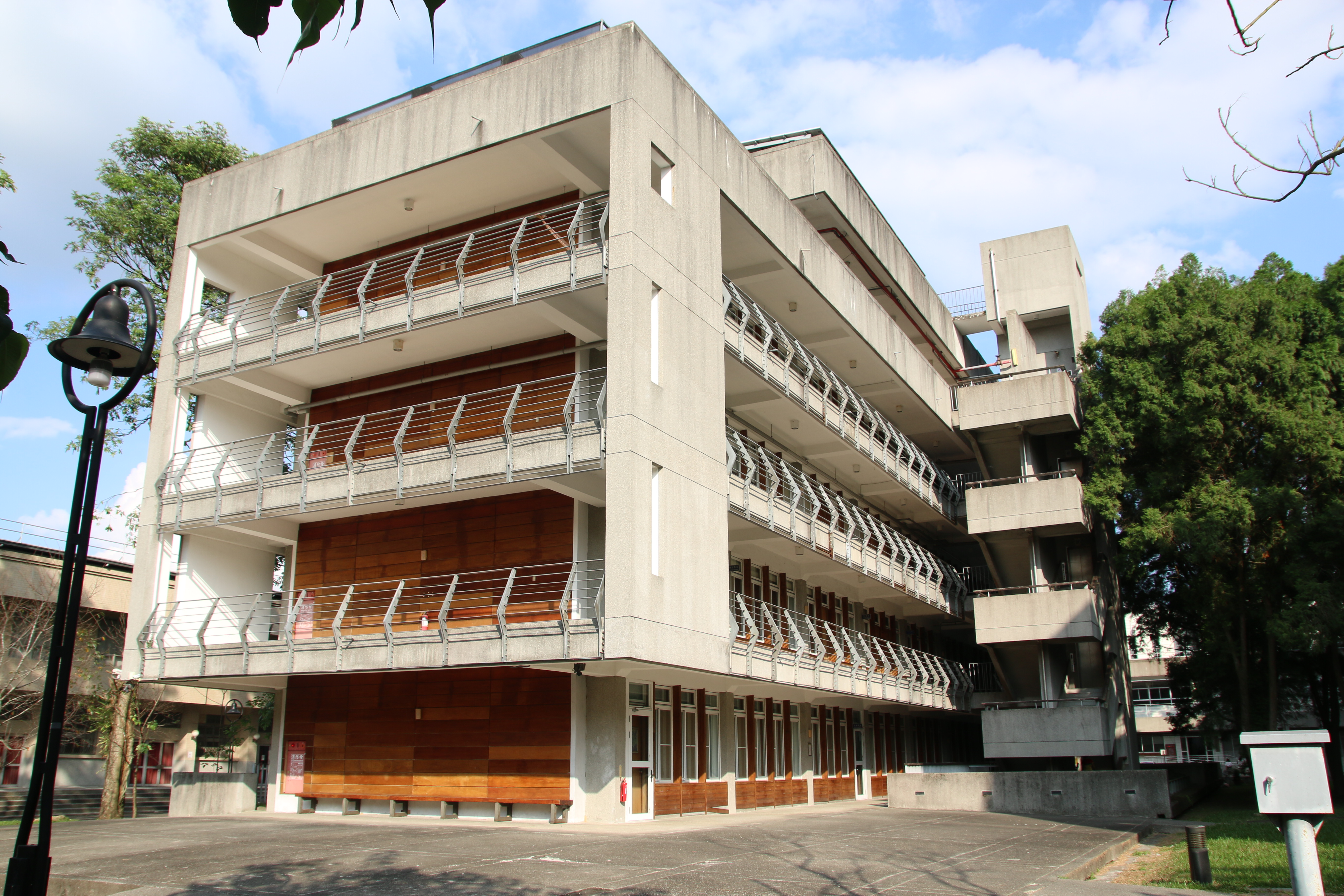
求真樓
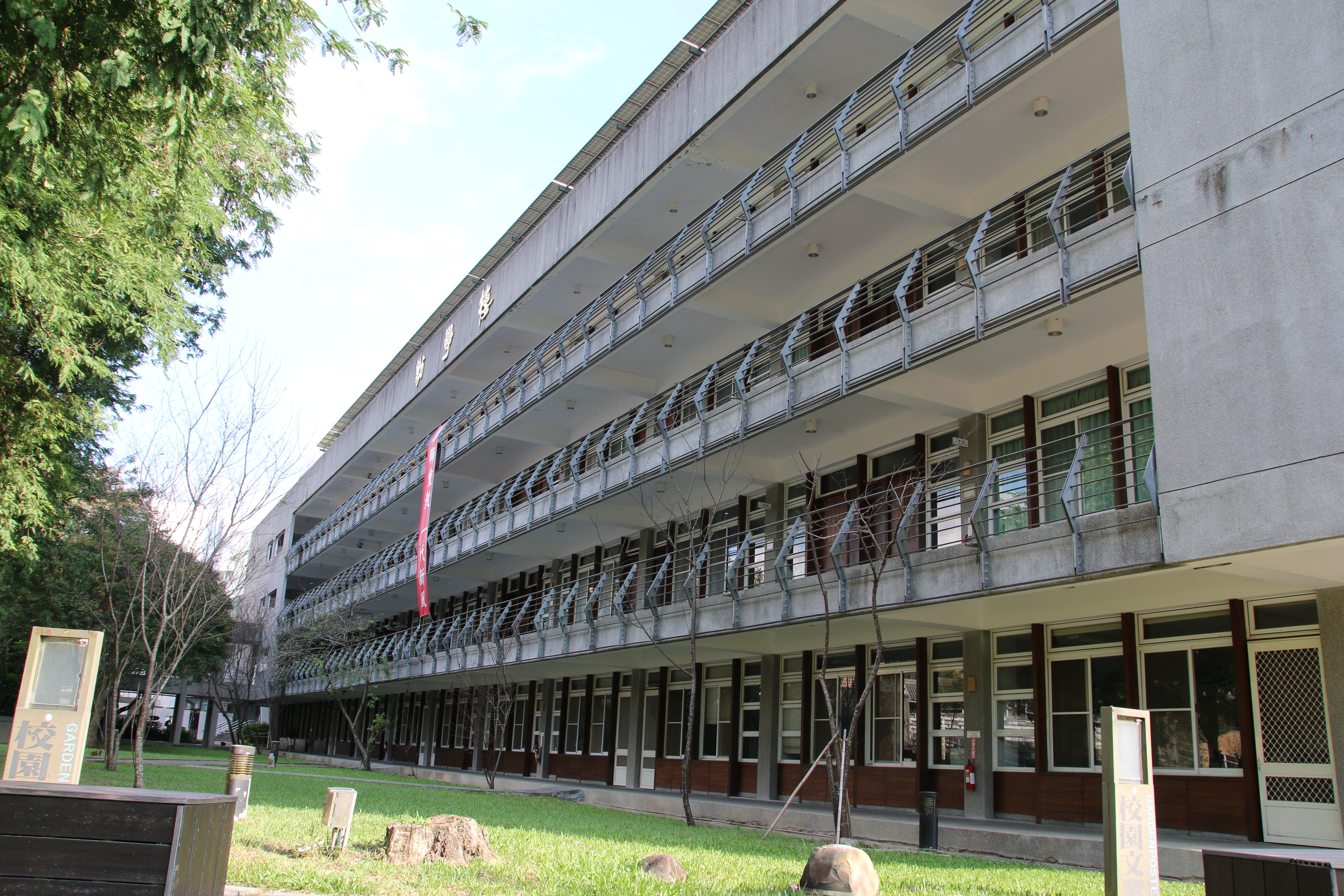
勤學樓
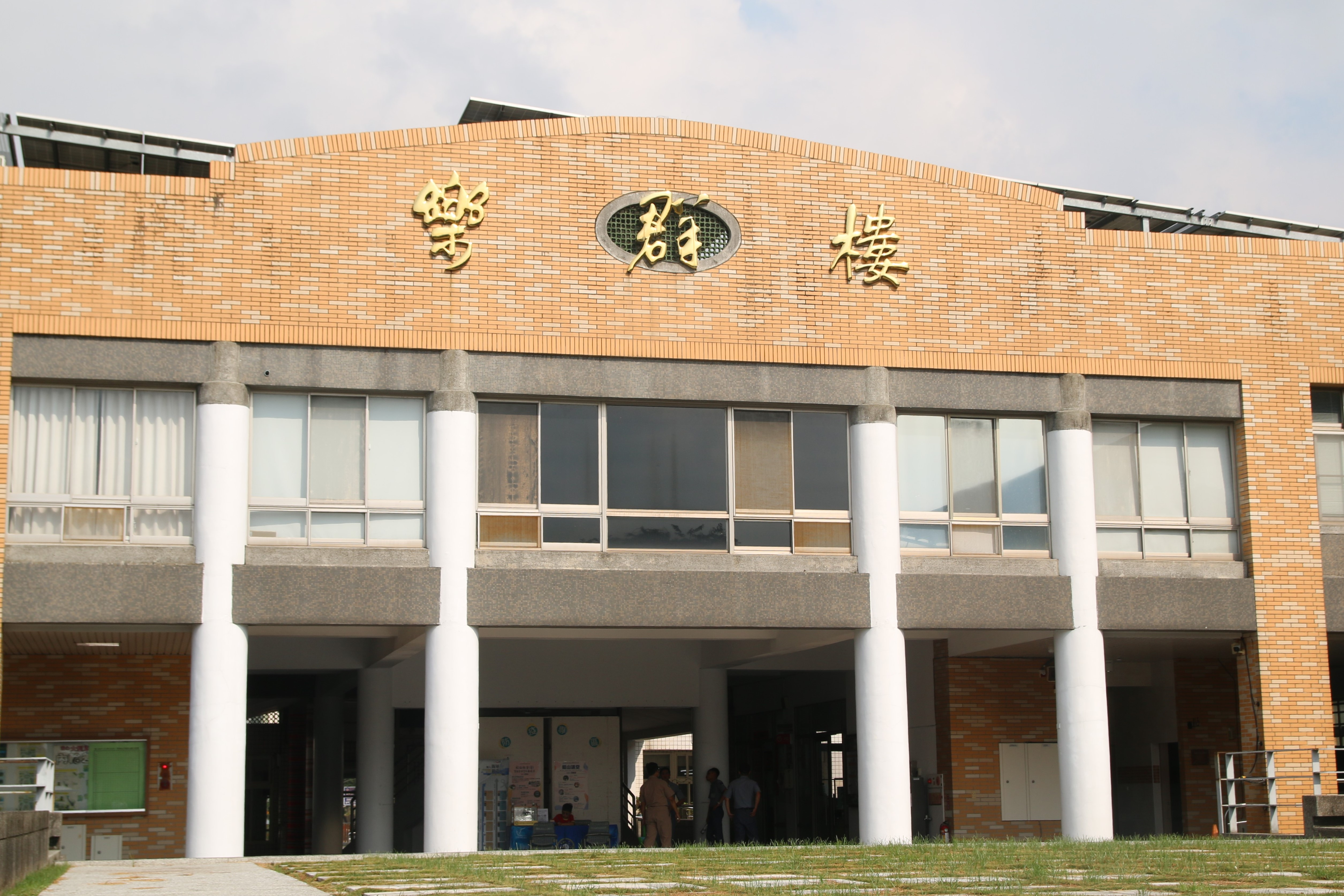
樂群樓
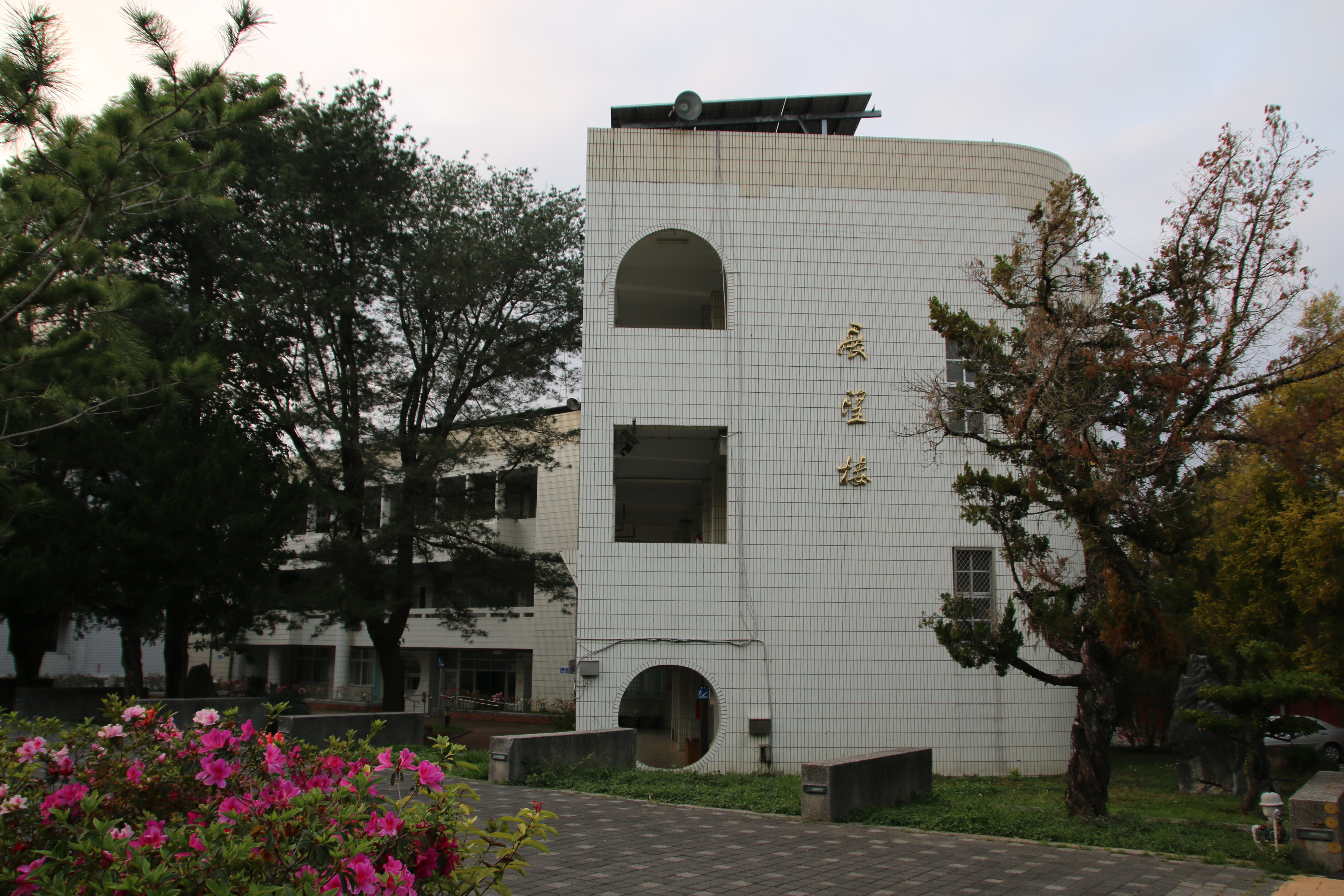
展望樓
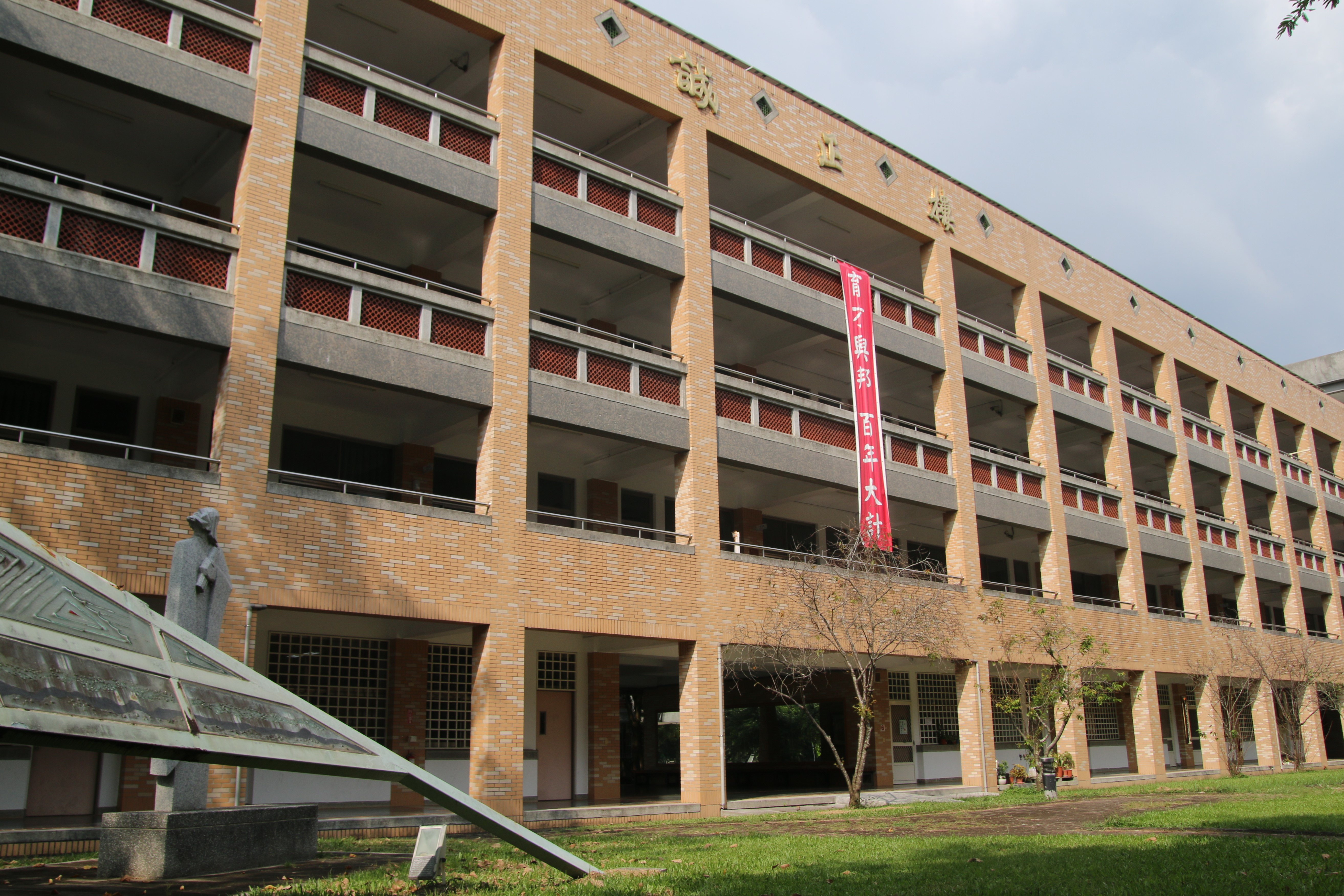
誠正樓

## 學校象徵

埔里高中時期校徽

### 校徽

#### 埔里高中時期校徽
埔里高中的校徽是1975年時由學校老師卞瑋設計，中心放入埔里高中的簡寫「埔高」，三角造型為校訓誠字之智、仁、勇三個涵意，內圓為自強不息之意。

#### 暨大附中時期校徽

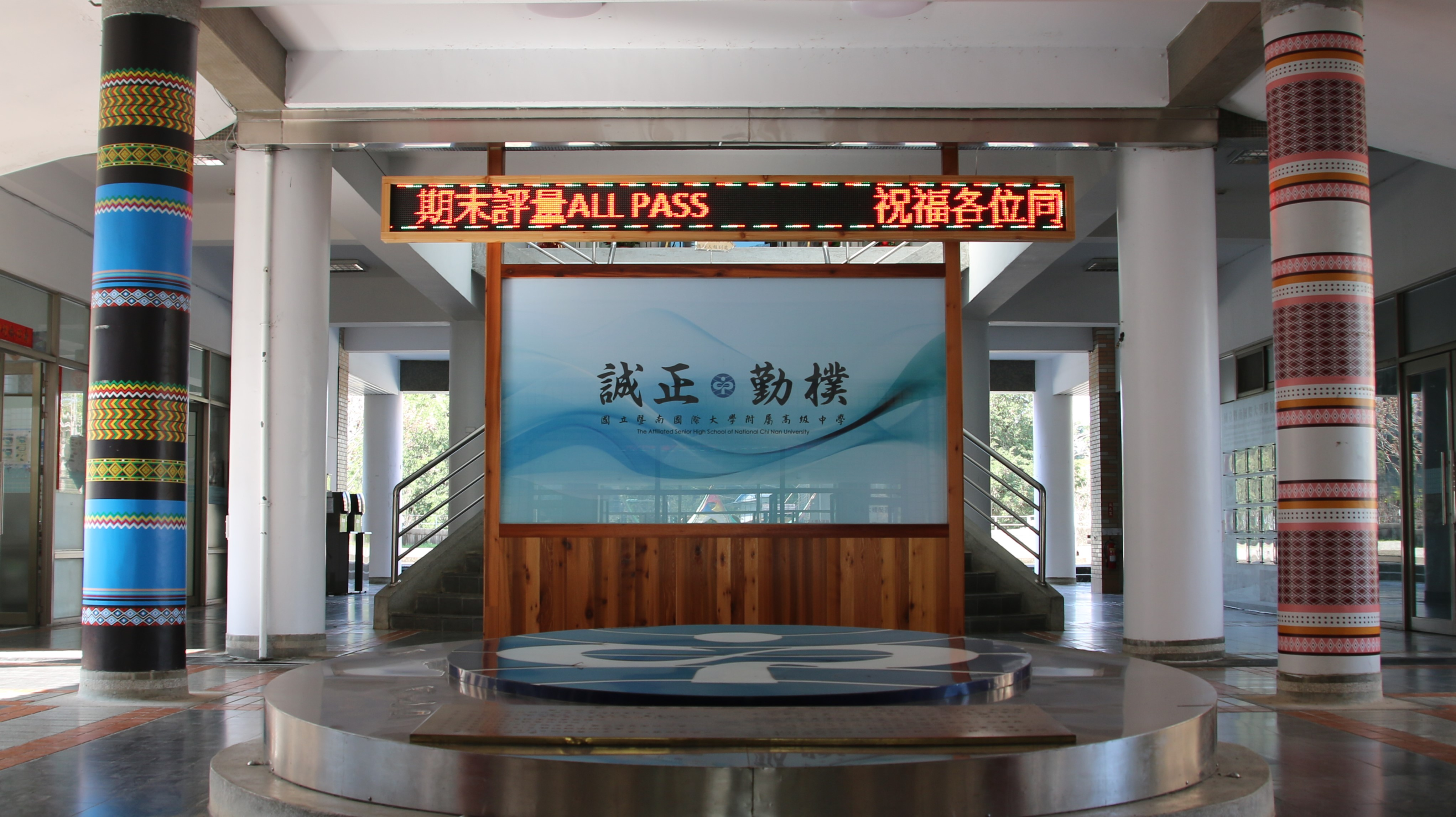
學校樂群樓的中廊，公佈欄上寫有學校校訓

暨大附中校徽由學校老師許民盛於2001年所設計，因學校改制後隸屬於暨南國際大學，故整體造型採用與暨南國際大學校徽相似的圓形，藍綠色為埔里高中創校的代表色，保留藍色表示保有創校精神，中央樣式以暨南國際大學（Chi Nan University）及學校前身埔里高中（Puli Senior High School）之英文首字母作發想組成，也有簡化自埔里鎮徽之意義。

### 校訓
學校校訓「誠、正、勤、樸」係由埔里高中首任校長鍾業強在1968年制定，在後來也以「國際視野」、「人文素養」、「科學探究」、「實作創新」及「務實致用」作為學校願景。

## 大馬璘遺址
大馬璘遺址是位在埔里愛蘭台地上新石器時代的遺址，其涵蓋範圍包括暨大附中與隔壁愛蘭國小校區以及埔里基督教醫院，學校也有藝術景觀是以此文化遺址為主題創作，而暨大附中曾在過去因校舍工程引發遺址破壞與保護的討論。

### 宿舍擴建
1995年，學校因學校人數增加，女生宿舍容納人數已達飽和，故於當年向教育廳申請補助擴建學生宿舍，工程原定於1996年3月1日動工，而工程預定地即位於大馬璘遺址文化內涵最精華地區，1996年，諸多地方人士與文史工作者透過輿論、遊說以及拜訪埔高校長等，希望能暫停宿舍工程，但時任校長郭孚宏認為宿舍工程是完全依法處理，同年2月27日，在討論後，學校答應暫緩工程15天予學者進行挖掘評估。而在當年的埔里石墩坑遺址會勘上，與會人士呼籲各單位須留意遺址會受到校舍工程損害，但當時古蹟主管單位以大馬璘遺址遺址未指定為古蹟不予理會，而後於同年，埔里地方文史工作者在宿舍施工前於遺址區域進行了四個月的搶救發掘，出土約3000餘件文物與數十具石棺，同年7月1日宿舍工程復工。

### 九二一地震重建
學校因1999年9月21日的九二一震災校舍多處嚴重受損，在進行校舍重建的同時也重新展開了對底下大馬璘遺址的討論，在2000年10月17日時教育部以保護大馬璘遺址為由要求重建工作暫停進行全校探勘及試掘，使重建作業延緩了數月，為了避免之後重建時開挖地基傷及文化層內的石器文物，教育部中部辦公室在進行實地探勘後，要求學校的重建工程需要在文史工作者、建築師與專家合作下進行，而在委託歷史博物館對教學區進行遺址探測後，發現遺址在歷史上已遭過多次破壞，如：清代末期平埔族遷入挖掘溝渠、埔里酒廠興建儲酒倉庫與當年埔里高中設校等，已無現地保存的價值，於是在決定2001年5月停止挖掘，教育部也委託科博館之後在新建校舍規劃文物館，並保留部分土地作為現址保存展示區。

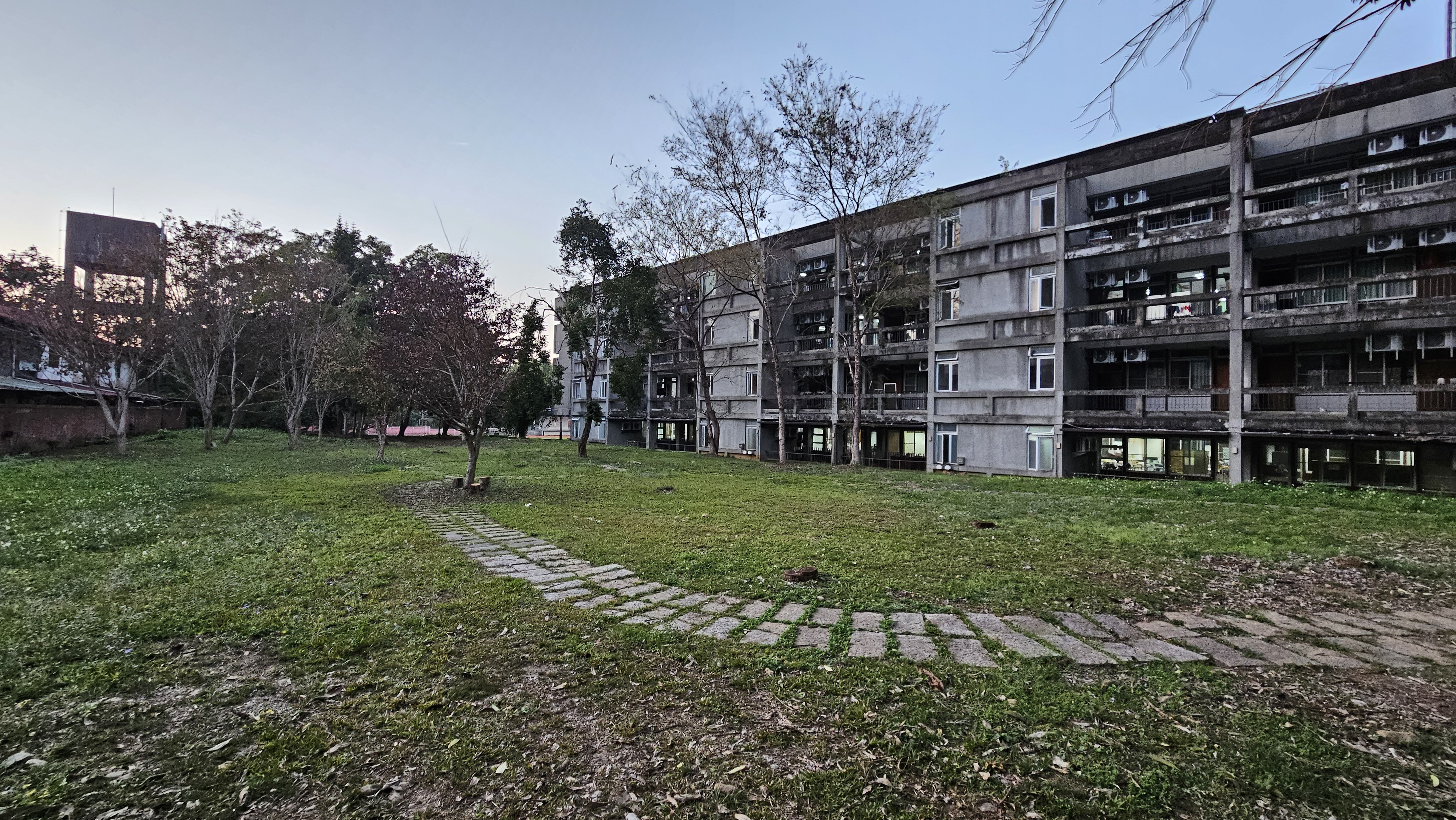
位於勤學樓後方的大馬璘遺址保留地

### 大馬璘遺址陳列館
在1996年擴建宿舍發現大量石器遺跡時，時任校長郭孚宏即在當年3月4日決定成立「遺址陳列館校園規畫小組」，將學校出土的石器文物展示於此，並規劃將此館作為校園重要設施，供考古學教育使用或一般民眾參觀，在1999年九二一震災重建時改為規劃將陳列館設置於新建教學大樓的地下室，並將附近劃出一塊遺址保留地，但至今仍因經費不足無法設館。

### 圖資大樓興建

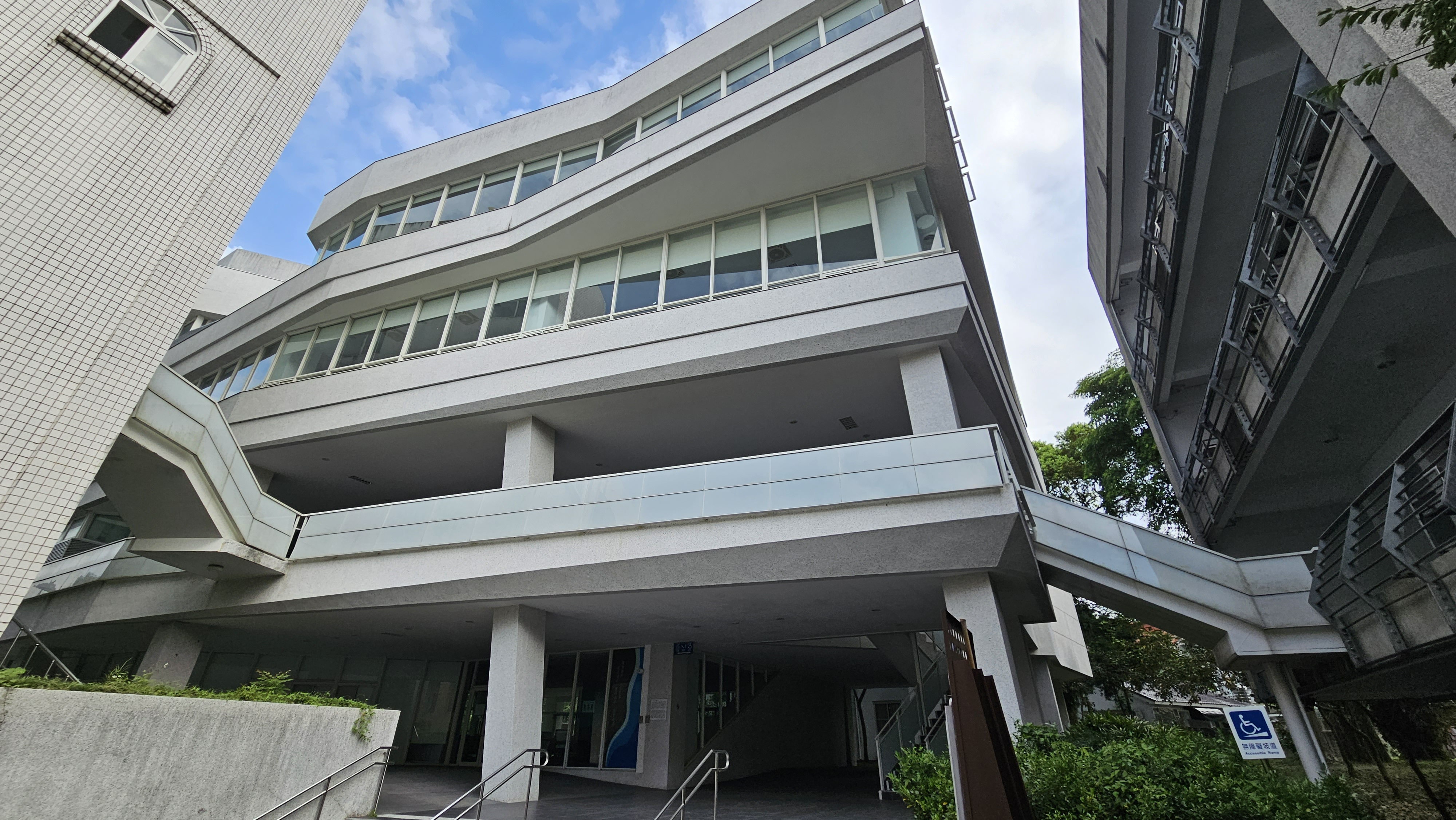
圖資大樓

2015年，學校拆除舊校舍欲興建圖書教學資源大樓時，文化資產審議委員認為校區位於遺址範圍，依文化資產保存法進行試掘與施工監看，地方文史工作者稱此地屬遺址範圍，學校無進行探勘調查就動工違反文化資產保存法，而校方主張施工前已仔細核查相關資料，確認學校土地不包含在文化局公告的縣定遺址或列冊遺址範圍內，而且這些土地在早期建築時已經進行了填土、開挖等干擾行為等，而在南投縣府文化局會勘後，文化資產審議委員認為校區在疑似遺址範圍內，仍需要依照資產保存法進行相關程序，並以專家學者試掘了解地下文化層現況和於未來工程期間進行施工監看，確保於地下的石器遺址不會因工程而遭到破壞。

## 歷任校長
歷任校長以1958年自南投縣立埔里初級中學增設高中部後，升格為「南投縣立埔里中學」後列出，屆次則以1968年獨立成為埔里高中後列出：
| 屆次                             | 名稱   | 就任時間       | 卸任時間       | 備註                                                           |
| -------------------------------- | ------ | -------------- | -------------- | -------------------------------------------------------------- |
| 南投縣立埔里中學校長             |        |                |                |                                                                |
|                                  | 林有川 | 1958年9月      | 1969年8月26日  | 高中部獨立後繼續留任於埔里國中                                 |
| 省立埔里高級中學校長             |        |                |                |                                                                |
| 1                                | 鍾業強 | 1968年7月1日   | 1980年2月1日   | 原任教育督學，後調任至清水高中                                 |
| 2                                | 范功勤 | 1980年2月1日   | 1985年2月1日   |                                                                |
| 3                                | 徐 均  | 1985年2月1日   | 1990年2月2日   |                                                                |
| 4                                | 陳國偉 | 1990年2月2日   | 1995年8月2日   | 原任歸仁國中校長，後調任至台南二中                             |
| 5                                | 郭孚宏 | 1995年8月2日   | 2000年1月31日  |                                                                |
| 國立埔里高級中學校長             |        |                |                |                                                                |
| 5                                | 郭孚宏 | 2000年2月1日   | 2001年7月31日  | 後調任至台中高農                                               |
| 6                                | 張永福 | 2001年8月1日   | 2001年12月13日 | 原任竹山高中教務主任                                           |
| 國立暨南國際大學附屬高級中學校長 |        |                |                |                                                                |
| 6                                | 張永福 | 2001年12月13日 | 2006年1月31日  | 後調任至內壢高中，在2005年7月時短暫成為代理校長                |
| 代理                             | 蕭芳華 | 2006年2月1日   | 2007年3月31日  | 原任暨大助理教授，由暨大派任代理校長，代理結束回任暨大助理教授 |
| 7                                | 陳啓東 | 2007年4月1日   | 2015年7月31日  |                                                                |
| 8                                | 張正彥 | 2015年8月1日   | 2022年7月31日  | 原任中興高中教務主任，後調任至草屯商工                         |
| 9                                | 黃方伯 | 2022年8月1日   |                | 原任草屯商工教務主任                                           |

## 軼聞

### 曾為暨大辦公處
1992年7月時，暨南國際大學在籌備期間曾使用埔里高中作為聯繫籌備用辦公處，而在1995年7月設校時初期，也有約兩年的時間續借埔里高中及愛蘭國小的教室上課，時任暨大主任秘書陳冠群與職員們在當時常戲稱暨大是「省立埔里高級中學附屬國立暨南國際大學」。

### 三度受疫情影響的畢業典禮
2003年6月10日，因為SARS疫情，當時不少學校取消畢業典禮，而學校則是經過多次討論，決定照常舉行，將舉辦地點從學校改為舉辦在虎頭山地理中心碑的廣場，在18年後的2021年6月1日，受嚴重特殊傳染性肺炎疫情的三級警戒影響，全國各級學校全部停課並採線上教學，當年的畢業典禮採用線上直播舉行，而在隔年的2022年6月2日，同樣也受到嚴重特殊傳染性肺炎疫情影響，畢業典禮以實體與線上直播同步舉行，學生可自由選擇出席方式，而出席實體畢業典禮與線上畢業典禮的學生比例約為3:1。

## 校友
暨大附中的校友於社會各個領域，學校曾在2018年60週年校慶時舉辦「六十週年校慶慶生大會暨傑出校友表揚大會」頒獎給在各行各業的校友。
在演藝界有演員許鈞鈞、林曜晟、模特兒高曼容與歌手荒山亮等，政治界有現任南投縣議會副議長潘一全、現任埔里鎮長廖志城、前魚池鄉長黃宋華等，軍事界有因2020年黑鷹墜毀事故殉職的空軍上校葉建儀，時為UH-60M直升機正駕駛。